# Normas Internacionales de Contabilidad
Las NIC (Normas Internacionales de Contabilidad) o IAS –International Accounting Standards, en inglés– son un conjunto de estándares creados desde 1973 hasta 2001 por el IASC –International Accounting Standards Committee, antecesor del actual IASB –International Accounting Standards Board (Junta de Normas Internacionales de Contabilidad en español)– quien está encargado de revisarlas y modificarlas desde el 2001. En conjunto a estas normas se emitieron sus interpretaciones conocidas como SIC. De las 41 NIC y 32 SIC originalmente emitidas, se encuentran vigentes 25 y 5, respectivamente, en la actualidad.
Estos estándares establecen la información que debe presentarse en los Estados Financieros y la forma en que debe ser registrada. Las NIC no son leyes físicas o naturales que esperaban su descubrimiento, sino más bien normas que el hombre ha considerado necesarias a partir de sus experiencias comerciales.
Son normas contables de alta calidad orientadas al inversor cuyo objetivo es reflejar la esencia económica de las operaciones del negocio y presentar una imagen fiel de la situación financiera de una empresa.
El término “Normas Internacionales de Información Financiera - NIIF” se refiere a las Normas e Interpretaciones adoptadas por la Junta de Normas Internacionales de Contabilidad (IASB), las que comprenden:
- Normas Internacionales de Información Financiera (NIIF)

- Normas Internacionales de Contabilidad (NIC); e

- Interpretaciones elaboradas por el Comité de Interpretaciones de las Normas Internacionales de Información Financiera (CINIIF -IFRIC) o el antiguo Comité de Interpretaciones (SIC).[2]

El IASB ha emitido 17 NIIF y 23 interpretaciones, de las cuales están vigentes 15 en la actualidad.
- Las NIIF han sido creadas oficialmente por la Unión Europea como sus normas contables, pero solo después de pasar por la revisión del EFRAG, por lo que para comprobar cuáles son aplicables en la UE hay que comprobar su estatus.

- En Estados Unidos las entidades cotizadas en bolsa tendrán la posibilidad de elegir si presentan sus Estados Financieros bajo US GAAP (estándar nacional) o bajo las NIC.

- Otros países asiáticos y americanos están adoptando también las NIC.

- Más de 102 países requieren o permiten el uso de las NIIF o están en proceso de convergencia entre sus normas nacionales y las NIIF.

## Las Normas Internacionales de Contabilidad
- NIC 1. Presentación de Estados Financieros.

- NIC 2. Inventarios.

El objetivo de esta Norma es prescribir el tratamiento contable de las existencias. Un tema fundamental en la contabilidad de las existencias es la cantidad de coste que debe reconocerse como activo, y ser diferido hasta que los correspondientes ingresos ordinarios sean reconocidos. Esta Norma suministra una guía práctica para la determinación de ese coste, así como para el posterior reconocimiento como un gasto del ejercicio, incluyendo también cualquier deterioro que rebaje el importe en libros al valor realizable neto. También suministra directrices sobre las fórmulas de coste que se utilizan para atribuir costes a las existencias.
- NIC 7. Estado de flujos de efectivo.

La información acerca de los flujos de efectivo es útil porque suministra a los usuarios de los estados financieros las bases para evaluar la capacidad que tiene la entidad para generar efectivo y equivalentes al efectivo, así como sus necesidades de liquidez. Para tomar decisiones económicas, los usuarios deben evaluar la capacidad que la entidad tiene para generar efectivo y equivalentes al efectivo, así como las fechas en que se producen y el grado de certidumbre relativa de su aparición.
El objetivo de esta Norma es exigir a las entidades que suministren información acerca de los movimientos históricos en el efectivo y los equivalentes al efectivo a través de la presentación de un estado de flujos de efectivo, clasificados según procedan de actividades de explotación, de inversión y de financiación.
- NIC 8. Políticas contables, cambios en las estimaciones contables y errores.
- NIC 10. Hechos ocurridos después del período sobre el que se informa.
- NIC 11. Contratos de construcción.

- NIC 12. Impuesto sobre las ganancias.
- NIC 16. Propiedad, Planta y Equipo.
- NIC 17. Arrendamientos.
- NIC 18. Ingresos ordinarios.
- NIC 19. Beneficios a los empleados.
- NIC 20. Contabilización de las subvenciones del Gobierno e información a revelar sobre ayudas gubernamentales.
- NIC 21. Efectos de las variaciones en los tipos de cambio de la moneda extranjera.
- NIC 23. Costos por préstamos.
- NIC 24. Información a revelar sobre vinculadas.
- NIC 26. Contabilización e información financiera sobre planes de beneficios por retiro.
- NIC 27. Estados financieros consolidados e individuales.
- NIC 28. Inversiones en empresas relacionadas.
- NIC 29. Información financiera en economías hiperinflacionarias.
- NIC 31. Participaciones en negocios conjuntos.
- NIC 32. Instrumentos financieros: Presentación.
- NIC 33. Ganancias por acciones.
- NIC 34. Información financiera intermedia.
- NIC 36. Deterioro del valor de los activos.
- NIC 37. Provisiones, activos y pasivos contingentes.
- NIC 38. Activos intangibles.
- NIC 39. Instrumentos financieros: reconocimiento y medición.
- NIC 40. Propiedad de inversión.
- NIC 41. Agricultura.

## Enlaces
- Sitio oficial del IASB (inglés - tienen un servicio de publicación en español, así como un servicio de subscripción "online" en español, ambos de pago.)
- Sitio oficial de la UE sobre las NICs (inglés)
- Sitio del Instituto de Contabilidad y Auditoría de cuentas, que presenta las NICS Archivado el 22 de agosto de 2008 en Wayback Machine. (en español)
- https://www.ifrs.org/issued-standards/list-of-standards/ (Sitio oficial IFRS en inglés)
- https://web.archive.org/web/20181022161317/http://www.ifrs.cl/normas_vigentes.htm (Sitio oficial IFRS en español)
- Normas de Información Financiera (NIF) Serie A